# Pithecellobium guatemalense
Pithecellobium guatemalense là một loài thực vật có hoa trong họ Đậu. Loài này được (Record) Standl. miêu tả khoa học đầu tiên.